# Sondre Guttormsen
Sondre Mogens Guttormsen (Davis, 1º giugno 1999) è un astista norvegese.

## Biografia
All'età di diciannove anni ai campionati europei di atletica leggera di Berlino 2018 è arrivato sesto nel salto con l'asta, con la misura di 5,75 metri. Nell'occasione ha stabilito il suo nuovo record nazionale, che ha battuto con 5,81 m a Chula Vista fine maggio 2021.

## Palmarès
| Anno | Manifestazione  | Sede      | Evento           | Risultato | Prestazione | Note                                     |
| ---- | --------------- | --------- | ---------------- | --------- | ----------- | ---------------------------------------- |
| 2016 | Europei U18     | Tbilisi   | Salto con l'asta | Bronzo    | 5,05 m      | Miglior prestazione personale            |
| 2017 | Europei U20     | Grosseto  | Salto con l'asta | 6º        | 5,10 m      |                                          |
| 2018 | Mondiali U20    | Tampere   | Salto con l'asta | 6º        | 5,40 m      |                                          |
| 2018 | Europei         | Berlino   | Salto con l'asta | 6º        | 5,75 m      | Record nazionale                         |
| 2019 | Europei indoor  | Glasgow   | Salto con l'asta | 6º        | 5,55 m      |                                          |
| 2019 | Europei U23     | Gävle     | Salto con l'asta | 4º        | 5,50 m      |                                          |
| 2019 | Mondiali        | Doha      | Salto con l'asta | 29º (q)   | 5,30 m      |                                          |
| 2021 | Europei U23     | Tallinn   | Salto con l'asta | Bronzo    | 5,60 m      |                                          |
| 2021 | Giochi olimpici | Tokyo     | Salto con l'asta | 24º (q)   | 5,50 m      |                                          |
| 2022 | Mondiali indoor | Belgrado  | Salto con l'asta | 8º        | 5,75 m      |                                          |
| 2022 | Mondiali        | Eugene    | Salto con l'asta | 10º       | 5,70 m      |                                          |
| 2022 | Europei         | Monaco    | Salto con l'asta | 6º        | 5,75 m      |                                          |
| 2023 | Europei indoor  | Istanbul  | Salto con l'asta | Oro       | 5,80 m      |                                          |
| 2023 | Mondiali        | Budapest  | Salto con l'asta | 20º (q)   | 5,55 m      |                                          |
| 2024 | Giochi olimpici | Parigi    | Salto con l'asta | 8º        | 5,80 m      | Miglior prestazione personale stagionale |
| 2025 | Europei indoor  | Apeldoorn | Salto con l'asta | Bronzo    | 5,90 m      | Miglior prestazione personale stagionale |
| 2025 | Mondiali indoor | Nanchino  | Salto con l'asta | 7º        | 5,70 m      |                                          |